# Sonderaktion Prag
Die Sonderaktion Prag war der von deutschen NS-Besatzungsorganen des Protektorats Böhmen und Mähren gewählte Name einer Aktion, am 17. November 1939 tschechische Einrichtungen des Hochschulwesens zu besetzen, zu schließen und zu beschlagnahmen. Davon waren
die deutschen Hochschulen in Prag und Brünn nicht betroffen.

## Anlass
Die politische Lage Anfang November 1939 war spannungsgeladen, weil es am 28. Oktober 1939, dem Jahrestag der Gründung der Tschechoslowakei, zu Demonstrationen, Arbeitsniederlegungen und bei den Studenten in Prag zum Boykott der Vorlesungen gekommen war. Aus den Arbeitervierteln strömten Tausende von Arbeitern in Richtung Stadtzentrum. Es kam „zu großen Menschenansammlungen, insbesondere auf dem Wenzelsplatz vor dem Dienstgebäude der Geheimen Staatspolizei und vor dem Palasthotel, in dem die Angehörigen der Geheimen Staatspolizei untergebracht sind. Bis 17 Uhr mußten rund 200 Personen festgenommen werden.“ Am Abend des 28. Oktober, als die Demonstrationen ihren Höhepunkt erreichten, kam es zu Auseinandersetzungen mit der deutschen Polizei, die unter dem Kommando von Karl Hermann Frank stand.

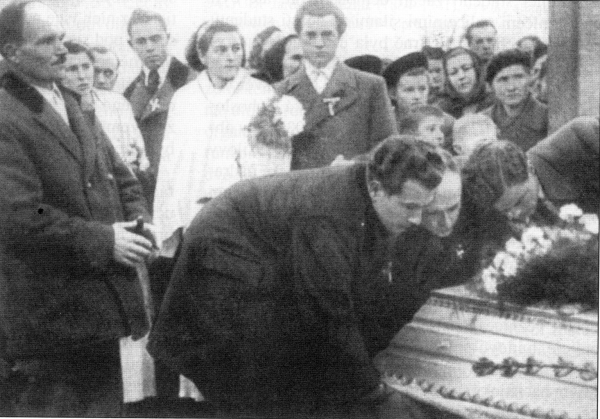
Begräbnis von Jan Opletal in Náklo

Während des Polizeieinsatzes wurde der junge Arbeiter und Sokol-Turner Václav Sedláček in Prag auf offener Straße erschossen und der Medizinstudent der Prager Karls-Universität Jan Opletal erlitt eine Schussverletzung, an deren Folgen er am 11. November 1939 starb. Am 15. November 1939 wurde er aufgebahrt durch Prag gefahren. Hunderte Studenten folgten seinem Sarg. Als sein Sarg zum Transport in seinen Heimatort Náklo in Mähren gebracht wurde, stimmte die inzwischen auf Tausende von Menschen angewachsene Menge die tschechische Nationalhymne an.

## Polizeiaktion
Dies war das Zeichen für die deutschen Besatzungskräfte, mit aller Härte einzugreifen. Adolf Hitler ließ sich am nächsten Tag persönlich über die Ereignisse in Prag berichten. Er geriet angesichts des gezeigten Widerstandswillens der Bevölkerung außer sich und gebrauchte Ausdrücke wie „in Blut ertränken“, „einsperren“, „alle Waffen anzuwenden“, „ich werde nicht davor zurückscheuen, in den Straßen auch Kanonen aufzustellen … und in jede Menschenmenge mit Maschinengewehren schießen zu lassen … Prag lasse ich dem Erdboden gleichmachen.“
Damit waren die Voraussetzungen für das Vorgehen der deutschen Besatzungskräfte aus der Sicht der NS-Herrscher gegeben. Kurz vor Mitternacht am 16. November 1939 gab es einen Überfall der Gestapo auf die Räume des Studentenverbandes, wo zu diesem Zeitpunkt eine Sitzung des Studentenkomitees stattfand. Neun Vertreter des Studentenverbandes wurden verhaftet und in die ehemalige Kaserne in Prag-Ruzyně abgeführt. Ohne jegliche Gerichtsverhandlung wurden sie noch in der Nacht erschossen.
Als Karl Hermann Frank nach dem Krieg zu dieser Erschießung verhört wurde, sagte er u. a. dazu aus:
„Ich wußte, daß neun Personen erschossen werden sollten, ich kümmerte mich nicht um diese Personen, so wie ich mich überhaupt nie um andere Details kümmerte, die die Ausführung des Befehls, die Ermittlung der Namen und das Schicksal der Opfer betrafen. Für mich war der Führerbefehl ein Befehl. Auf die Frage zu antworten, ob diese Exekution ein Mord war, muß ich zugeben, daß nach menschlichem Ermessen und menschlichem Gesetz dies als Mord bezeichnet werden muß.“
In den frühen Morgenstunden des 17. November begann die Sonderaktion von SS-Sonderkommandos bei den Studentenheimen in Prag. Im Prager Studentenheim „Hlávkova kolej“ wurden gegen vier Uhr Türen aufgebrochen oder eingeschlagen. Mit Knüppeln wurden Studenten, die teilweise barfuß und noch in Schlafanzügen notdürftig bekleidet waren, aus ihren Unterkünften geprügelt. In den Innenräumen mussten sich diese dicht gedrängt an die Wände stellen. Ähnliche Szenen spielten sich in anderen Prager Studentenheimen ab. Zeigten sich Studenten an den Fenstern, wurde sogar das Feuer aus Gewehren auf sie eröffnet. Nach der Erstürmung der Studentenheime wurden Hunderte von Studenten festgenommen und vor die Gebäude der Kaserne von Prag-Ruzyně gebracht. Von den insgesamt 15.000 betroffenen Studenten wurden 1.200 bis 1.300 ohne Gerichtsverhandlung in das KZ Sachsenhausen verschleppt. Neun Führer von Studentenorganisationen wurden ohne Prozess hingerichtet: Josef Adamec, Jan Černý, Marek Frauwirth, Jaroslav Klíma, Bedřich Koula, Josef Matoušek, František Skorkovský, Václav Šaffránek und Jan Weinert. Die Befehlsgrundlage dieser Aktion wurde durch Hitler am 16. November 1939 getroffen: „Schließung der Hochschulen im Protektorat Böhmen und Mähren…“

## Schließung der tschechischen Hochschulen
Ziel der Aktion war, zuerst das Hochschul- und später auch das mittlere Schulwesen auszulöschen. Insgesamt wurden zehn Hochschulen, darunter die Prager Karls-Universität, die Tschechische Technische Hochschule, die Theologischen Fakultäten in Prag und in Olmütz, die Akademie der Bildenden Künste Prag und die Masaryk-Universität in Brünn, geschlossen. Die Gebäude der Hochschuleinrichtungen wurden beschlagnahmt. Das Kaunitz-Studentenheim in Brünn wurde in ein Gefängnis mit Hinrichtungs- und Foltereinrichtungen umgewandelt.
Die tschechischen Universitäten und Hochschulen wurden für vorerst drei Jahre geschlossen. Sie wurden jedoch bis zum Kriegsende 1945 nicht wieder geöffnet. Die deutsche Karl-Ferdinands-Universität in Prag und die Deutsche Technische Hochschule Brünn blieben geöffnet. Die geschlossene Tschechische Technische Hochschule Prag wurde als Technische Hochschule Prag weitergeführt.
Die Bibliotheken wurden geschlossen und viele Professoren erlitten das gleiche Schicksal wie ihre Studenten. Der Besitz der tschechischen Hochschulen wurde beschlagnahmt. Ein Teil der wissenschaftlich wertvollen Sammlungen wurde vernichtet. Die Ereignisse stießen weltweit auf Ablehnung. In London kam es zu einer spontanen Solidaritätsveranstaltung. Zwei Jahre später wurde der 17. November zum Internationalen Studententag erklärt.

## Verantwortliche

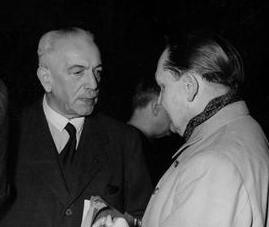
Konstantin von Neurath und Hermann Göring beim Nürnberger Prozess, 1946

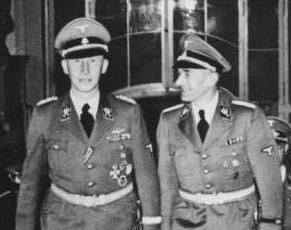
Reinhard Heydrich und Karl Hermann Frank in Prag, 1941

Die Hauptverantwortlichen für die Aktion waren der Reichsprotektor Konstantin Freiherr von Neurath und Karl Hermann Frank. Frank wurde in Prag zum Tode, von Neurath im Nürnberger Prozess gegen die Hauptkriegsverbrecher zu 15 Jahren Gefängnis verurteilt, aber 1954 entlassen. Der deutsche Staatssekretär Kurt von Burgsdorff wurde in Polen wegen der verwaltungsmäßigen Mitwirkung an dort verübten Verbrechen zu drei Jahren Gefängnis verurteilt. Der verantwortliche Gestapo-Chef von Prag, Hans-Ulrich Geschke, tauchte nach dem Krieg unter und wurde ebenso für tot erklärt wie sein Vorgesetzter Horst Böhme, Kommandeur der Gestapo im gesamten Protektorat.